# Armand Fallières
Clément Armand Fallières (Mézin, 1841. november 1. – Lannes, 1931. június 22.) francia jogász és politikus. A Harmadik Francia Köztársaság 9. elnöke és 16. miniszterelnöke.

## Életútja
Ügyvédként telepedett le Néracban és később a város polgármestere, 1876-ban pedig képviselője lett. A kamarában a köztársasági balpárthoz csatlakozott és Gambetta legbensőbb párthíve lett. 1880-ban a belügyminiszterium helyettes államtitkárává nevezték ki, 1882. augusztus 7-én belügyminiszter, Duclerc bukása után pedig, 1883. január 20-tól február 18-ig ideiglenes miniszterelnök volt. Ferry alatt közoktatásügyi (1883-85), Rouvier alatt (1887) belügyi, Tirard alatt (1888) igazságügyi miniszter volt, 1889. február 21-től pedig közoktatásügyi miniszter, mely tárcát azonban 1890 március havában (Tirard alatt), a kultusz tárcával cserélte föl. 1890. június 8-án a Lot-et-Garonne megyében szenátorrá választották.